# Wilhelm Gustloff
Wilhelm Gustloff (30. ledna 1895 Schwerin – 4. února 1936 Davos) byl švýcarský nacistický politik německého původu, který v Davosu založil švýcarskou odnož NSDAP.

## Činnost
Po dokončení střední školy se stal bankovním úředníkem. Díky chronickému onemocnění plic a průdušek nebyl odveden do 1. světové války. V roce 1917 se kvůli léčení plicní choroby přestěhoval do Davosu. V roce 1921 se stal členem nacionalistické a antisemitské organizace Deutschvölkischer Schutz- und Trutzbund. V roce 1929 se stal členem NSDAP a v roce 1932 se stal zakladatelem a vůdcem její švýcarské odnože, která do roku 1936 získala 5000 členů. Rozšiřoval zde také nacistické tiskoviny a Protokoly sionských mudrců.
4. února 1936 jej čtyřmi ranami z revolveru zabil židovský student medicíny David Frankfurter. Nacistická propaganda Gustloffa využila jako mučedníka. Ve Schwerinu mu byl uspořádán státní pohřeb, kterého se zúčastnili i Adolf Hitler a Joseph Goebbels. Byly po něm pojmenovány nadace Wilhelm-Gustloff-Stiftung a tehdy největší německá osobní loď Wilhelm Gustloff.